# Rudar
Rudari (na radilištima podzemnog i površinskog kopa), iskopavaju i utovaruju razne mineralne sirovine (ugljen, rudača, korisni minerali) koje se iz rudnika odvoze transportnom mehanizacijom.
U radu se koriste otkopnim alatima: bušilicama na komprimirani zrak, eksplozivnim sredstvima, krampovima i utovarnim lopatama, strojevima za utovar i transportnom mehanizacijom.

Rudari otkopavaju mineralnu sirovinu u dvije faze:

1°  buše minske bušotine (garniturom za bušenje) u koje postavljaju eksploziv

2°  nakon otpucavanja mina utovaruju iskopinu u transportna sredstva (npr. jamski vlak)

Prilikom eksploatacije rudari kontinuirano rade na održavanju ventilacijskih putova i na podgrađivanju jamskih prostorija. 
Rudari palitelji mina (mineri)  postavljaju mine u bušotine, opremaju ih detonatorima, povezuju ih međusobno i začepljuju minske rupe čepovima od gline. Nakon evakuacije radilišta, miner s odgovarajuće udaljenosti aktivira minsko polje.

Rukovatelji rudarskim strojevima na podzemnom kopu upravljaju različitim strojevima kao što su:  bageri, utovarivači, transportne trake, jamski vlak, prijenosne i stacionarne pumpe i kompresorske stanice. 
Rukovatelji rudarskim strojevima dopremaju i materijal za podgrađivanje i zasipavanje te potrebnu elektrostrojarsku opremu za pripremu i održavanje radilišta (agregati za rasvjetu, prijenosne pumpe i kompresori te razni pneumatski i električni alati).

Rukovatelji rudarskim strojevima na površinskom kopu upravljaju strojevima za oplemenjivanje iskopane mineralne sirovine (drobilice, sita, separatori i praonice za odvajanje korisne mineralne sirovine od jalovine).
 
Redovito kontroliraju ispravnost rudarskih strojeva, brinu o njihovom održavanju i obavljaju manje popravke, da se zbog eventualnog zastoja ne bi remetila sinkronizacija rada utovarne i transportne mehanizacije. 

## Radni uvjeti
Rudari su izloženi stalnim opasnostima kao što su: zarušavanje krovine, odroni, proboj podzemnih voda, poskliznuća, buka (pneumatskih alata, strojeva za utovar i transport, pumpi i kompresora), prašina, eksplozije, požari i trovanja, zbog čega im stalno prijeti opasnost od ozljeda.
Kako bi se spriječile nesreće na radu, rudari obavezno upotrebljavaju osobna zaštitna sredstava (kaciga, rukavice, gumene čizme, zaštitne naočale, respirator). U svrhu sprječavanja većih nesreća, rudari sudjeluju u periodičnim vježbama spašavanja, a u pripravnosti je posebna četa za spašavanje. 
Posao rudara na podzemnom kopu prilično se razlikuje od posla rudara na površinskom kopu koji rade na otvorenom i nisu izloženi većim opasnostima.
Rudari u podzemnoj eksploataciji, zbog zahtjevnih uvjeta rada, imaju beneficirani radni staž.